# Völkermarkter Stausee
Völkermarkter Stausee este o arie protejată (arie specială de conservare — SAC, sit de importanță comunitară — SCI, arie de protecție specială avifaunistică — SPA) din Austria întinsă pe o suprafață de 84,35 ha, integral pe uscat.

## Localizare
Centrul sitului Völkermarkter Stausee este situat la coordonatele 46°37′45″N 14°34′00″E / 46.6292°N 14.5667°E.

## Înființare
Situl Völkermarkter Stausee a fost declarat arie de protecție specială avifaunistică în mai 1995 pentru a proteja 70 de specii de animale. Alte tipuri de protecție:
- sit de importanță comunitară (în decembrie 2018)
- arie specială de conservare (în noiembrie 2019)[1][3][4]

## Biodiversitate
Situată în ecoregiunea alpină, aria protejată conține 2 habitate naturale: Liziere de ierburi înalte hidrofile de câmpie și de nivel montan până la alpin, Păduri aluvionare cu Alnus glutinosa și Fraxinus excelsior (Alno-Padion, Alnion incanae, Salicion albae).
La baza desemnării sitului se află mai multe specii protejate:
- păsări (61): lăcar-de-lac (Acrocephalus scirpaceus), pescăruș albastru (Alcedo atthis), rață sulițar (Anas acuta), rață lingurar (Anas clypeata), rață pitică (Anas crecca), rață fluierătoare (Anas penelope), rață cârâitoare (Anas querquedula), rață pestriță (Anas strepera), gâscă cenușie (Anser anser), stârc roșu (Ardea purpurea), rață-cu-cap-castaniu (Aythya ferina), rața moțată (Aythya fuligula), rață roșie (Aythya nyroca), buhai de baltă (Botaurus stellaris), buha (Bubo bubo), Bucephala clangula, fugaci de țărm (Calidris alpina), fugaci mic (Calidris minuta),  prundaș gulerat mic (Charadrius dubius), chirighiță-cu-obraz-alb (Chlidonias hybridus), chirighiță neagră (Chlidonias niger), barză neagră (Ciconia nigra), erete de stuf (Circus aeruginosus), erete vânăt (Circus cyaneus), erete cenușiu (Circus pygargus), egretă albă (Egretta alba), egretă mică (Egretta garzetta), presură de stuf (Emberiza schoeniclus), șoim călător (Falco peregrinus), șoimul rândunelelor (Falco subbuteo), becațină comună (Gallinago gallinago), cufundar polar (Gavia arctica), cocor (Grus grus), codalb (Haliaeetus albicilla), piciorong (Himantopus himantopus), stârc pitic (Ixobrychus minutus), sfrâncioc roșiatic (Lanius collurio), pescăruș-cu-cap-negru (Larus melanocephalus), pescăruș mic (Larus minutus), sitar de mal nordic (Limosa lapponica), grelușel-de-zăvoi (Locustella luscinioides), ferestrașul mare (Mergus merganser), gaia neagră (Milvus migrans), culic mare (Numenius arquata), stârc de noapte (Nycticorax nycticorax), vultur pescar (Pandion haliaetus), cormoran mare (Phalacrocorax carbo), bătăuș (Philomachus pugnax), ciocănitoare verzuie (Picus canus), corcodel-urechiat (Podiceps auritus), corcodel-cu-gât-negru (Podiceps nigricollis), cresteț cenușiu (Porzana parva), cresteț pestriț (Porzana porzana), cristei de baltă (Rallus aquaticus), pescăriță mare (Sterna caspia), chiră de baltă (Sterna hirundo), chiră de mare (Sterna sandvicensis), fluierar negru (Tringa erythropus), fluierar de mlaștină (Tringa glareola), fluierar cu picioare verzi (Tringa nebularia), nagâț (Vanellus vanellus)
- mamifere (3): liliac cârn (Barbastella barbastellus), castor (Castor fiber), liliac comun (Myotis myotis)
- nevertebrate (1): Vertigo moulinsiana
- pești (5): avat (Aspius aspius), Eudontomyzon mariae, lostriță (Hucho hucho), boarță (Rhodeus amarus), babușcă de tur (Rutilus virgo)

Pe lângă speciile protejate, pe teritoriul sitului au mai fost identificate 1 specie de plante, 11 specii de păsări, 1 specie de amfibieni, 5 specii de mamifere, 1 specie de reptile.